# Nijmeegse Vierdaagse 2012
De 96e editie van de Nijmeegse Vierdaagse 2012 ging van start op dinsdag 17 juli 2012.
In totaal hebben 49.896 mensen zich ingeschreven voor deze 96ste editie. Voor de tocht mochten maximaal 45.000 mensen zich aanmelden. Er werd geloot onder alle deelnemers die voor het eerst willen gaan deelnemen en niet meededen met de ViaVierdaagse of geboren waren in 2000.

## Waalkade
Doordat de Waalkade verzakt was, werd er dit jaar op de tweede dag niet over de Waalkade gelopen.
Tevens ging hierdoor ook het traditionele vuurwerk niet door.

## Vlaggenparade
Door de teruglopende interesse heeft de stichting de 4Daagse na de editie van 2011 besloten geen parade meer te houden.

## Wetenswaardigheden over de tocht van 2012
- De oudste ingeschreven deelnemer van 2012 was 91 jaar: de heer B. Mann uit München.[5]
- De jongste ingeschreven deelnemer is 11 jaar: Adrian Ammerlaan uit Lent.[5]
- Dhr. B. van der Lans was de ingeschreven deelnemer met de meest gelopen Vierdaagsenmarsen: tijdens de editie van 2012 liep hij voor de 65e keer de Nijmeegse Vierdaagse uit.[6]
- Er doen 67 verschillende nationaliteiten mee aan de vierdaagse.[5]

## Barometer
| Inschrijvingen                   | 45.000 |
| Aangemeld op zondag en maandag   | 41.472 |
| Vierdaagse gestart               | 40.630 |
| 1e dag uitgevallen               | 317    |
| 1e dag uitgelopen                | 40.313 |
| 2e dag niet gestart/ uitgevallen | 908    |
| 2e dag uitgelopen                | 39.405 |
| 3e dag niet gestart/ uitgevallen | 935    |
| 3e dag uitgelopen                | 38.470 |
| 4e dag niet gestart/ uitgevallen | 326    |
| Vierdaagse uitgelopen            | 38.144 |